# Saint Mary (Antigua i Barbuda)
Saint Mary – jeden z 6 okręgów, zwanych tradycyjnie parafiami (ang. parish), w Antigui i Barbudzie, znajdujący się w południowo-zachodniej części wyspy Antigua.